# كيفن راميريز
كيفن راميريز (بالإسبانية: Kevin Ramírez)‏ هو لاعب كرة قدم بيروفي، ولد في 10 يونيو 1993 في بيرو. لعب مع Serrato Pacasmayo ‏.

## وصلات خارجية
- كيفن راميريز على موقع قاعدة بيانات كرة القدم.إي يو (الإنجليزية)
- كيفن راميريز على موقع Soccerway.com (الإنجليزية)